# Ольмінський Михайло Степанович
Михайло Степа́нович Ольмі́нський (справжнє прізвище Олекса́ндров; 3 [15] жовтня 1863, Воронеж — 8 травня 1933, Москва) — діяч російського революційного (народницького та більшовицького) руху, публіцист, історик, літературний критик, літературознавець та історик літератури. Очільник Товариства старих більшовиків у 1922—1931 роках, голова Істпарту (Комісії з історії Жовтневої революції та РКП) в 1920—1928 роках. Як літературознавець займався переважно творчістю Салтикова-Щедріна. Член ЦК РКП(б) в 1921—1924 роках.

## Життєпис
Народився в Воронежі, дитинство пройшло в селі Підсереднє Бірюцького повіту Воронезької губернії. Восени 1873 року розпочав навчання в Воронезькій гімназії. 1879 року, за зберігання революційної нелегальної літератури він був виключений з гімназії і з допомогою родичів матері, що жили в Петербурзі, був прийнятий в 7-ю петербурзьку гімназію. У 1881 році повернувся до Воронежа, продовжив навчання і в 1883 році закінчив Воронезьку гімназію. Того ж року вступив на юридичний факультет Санкт-Петербурзького університету. 1884 року вступив до народовольського «Союзу молоді». 1885 року заарештований, на засланні в Воронежі У 1887—1889 роках відбував військову повинність.
Повернувся до Петербурга 1890 року, 1891 року був одним із засновників «Групи народовольців».1894 року знов заарештований, близько 5 років провів в одиночній камері, 1898 року засланий до Олекминська Якутської області. Того ж року вступає до лав РСДРП. Під час перебування на засланні почав літературну діяльність, псевдонім «Ольмінський» був похідним від назви місця заслання. Після закінчення заслання пробув кілька місяців в Росії, а в лютому 1904 виїхав до Швейцарії, де приєднався до більшовиків, працював під керівництвом В. І. Леніна в редакціях газет «Вперед» і «Пролетар».

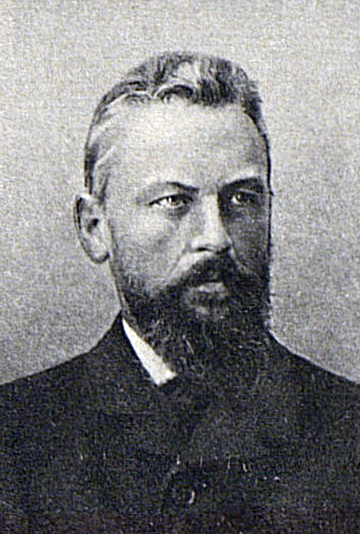
Ольмінський в 1905 році

Наприкінці 1905 року повертається до Петербурга і стає членом редакції більшовицьких газет «Нове життя», «Хвиля», «Казарма». У 1907—1908 роках вів революційну роботу в Баку, з 1909 року — в Петербурзі. У 1911—1914 роках член редакції газет «Зоря», «Правда», журналу «Просвіта». 1915 року в Саратові є редактором єдиного в імперії легального більшовицького видання — «Нашої газети». З 1916 року член Московського обласного бюро РСДРП, редактор профспілкового журналу «Голос друкованої праці».
Після Лютневої революції 1917 року — один з редакторів московської більшовицької газети «Соціал-демократ», потім в Петрограді співробітничав в «Правді», член Бюро ЦК РСДРП (б). У березні 1917 член Московського комітету РСДРП (б). Делегат і один з очільників VI з'їзду РСДРП (б). Активний учасник боротьби за Радянську владу в Москві, член Замоскворецкого ВРК. З грудня 1917 член колегії Наркомфіну. Обраний до Установчих зборів від Тамбовського та Московського губернського округів.
Наприкінці 1918 року виникла дискусія навколо діяльності ВНК. 25 грудня 1918 року ЦК РКП (б) обговориюва нове положення про ВЧК. Ініціаторами дискусії були Бухарін, Ольмінський та Петровський, які критикували «повновладдя організації, що ставить себе не тільки вище Рад, а й вище за саму партію».
У 1918—1920 роках член редколегії «Правди», з 1918 року професор Соціалістичної академії, член бригади лекторів в агітпоїздах ВЦВК та агітпотязі «Жовтнева революція». Делегат 2-го конгресу Комінтерну (1920).
Організатор і керівник Істпарту, комісії Держвидава РРФСР, яка займалася збиранням, обробкою та виданням матеріалів із історії Партії та Революції. Очолював Істпарт у 1920—1928 рр. Через свою діяльність на цій посаді зазнав критики з боку Льва Троцького, який відніс його до членів «Сталінської школи фальсифікацій».
Голова Товариства старих більшовиків з моменту його утворення в 1922 році. 1931 року Ольмінського на цій посаді було замінено О. Ярославським. Засновник і редактор часопису «Пролетарська революція», присвяченого історії комуністичного руху та революційних подій. Після того, як Істпарт був у серпні 1928 року приєднаний до Інституту В. І. Леніна, стає членом дирекції Інституту. Видавець творів В. І. Леніна та Г. В. Плеханова, документів з історії партії, мемуарів учасників революційної боротьби, дослідник історії партії і революційного руху в Росії. Ініціатор перевидання протоколів минулих партійних з'їздів та конференцій, а також комплектів партійних газет.
Автор публіцистичних, історичних, літературознавчих праць та спогадів. Як літературний критик особливу увагу приділяв творчості М. Є. Салтикова-Щедріна, пропагував літературну спадщину О. С. Пушкіна, М. О. Некрасова, М. Г. Чернишевського. З 1926 по 1929 роки — член редакції журналу «На літературному посту», друкованого органу РАПП. З 1932 року голова редакційної комісії з видання творів Салтикова-Щедріна.
Помер 1933 року, його прах поховано в Кремлівській стіни.
Дружина — Олександрова-Жак, Катерина Михайлівна (1864—1943), член ЦК РСДРП в 1904—1905 роках.

## Твори
(рос.)
- Свобода Друку — Санкт-Петербург, 1906.
- Держава, бюрократія та абсолютизм в історії Росії. — Санкт-Петербург, 1910.
- Три роки в одиночній тюрмі. Петроград, 1917.
- З минулого. Москва, 1919.
- 1915—1916 рр. (Статті до революції). — Москва, 1926.
- 1917 рік: повна збірка статей із «Правди» та «Соціял-демократа». — Москва, 1926.
- Про друк. Ленінград, 1926.
- З питань літератури. Ленінград, 1926.
- Боротьба за партію після 2-го з'їзду РСДРП. Москва, 1933
- Твори. В 2 т. — Москва: Старий більшовик, 1935.
- В тюрмі. — Москва: Молода гвардія, 1956.
- З епохи «Зорі» та «Правди» (статті 1911—1914 рр.). — Москва, Держполітвидав, 1956.
- Статті про Салтикова-Щедріна. — Москва: Держполітвидав, 1959.
- Ольминский М. С. Щедринський словник. Під редакцією М. М. Ессен та П. М. Лепешинського. Москва, Художня література. 1937 р.

## Вшанування пам'яті
- Проїзд Ольмінського в Москві (з 1957, колишній Царський та Єрденевський), Останкінський район.
- Вулиця Ольмінського в Санкт-Петербурзі (до 1964 року — Смоленський провулок), Невський район, поряд із метро Єлізарівська.
- Вулиця Ольмінського в приватному секторі Воронежа.
- Активно увічнювали Ольмінського в Бєлгородській області. Вулиці Ольмінського в місті Алексєєвці та селі Підсереднє Алексєєвського району. Мікрорайон Ольмінського в Старому Осколі та селище Ольмінського в складі Алексєєвки. В 1967—1996 рр. існував Бєлгородський педагогічний інститут імени Ольмінського (1996 року переутворений у Бєлгородський державний університет).
- В Україні ім'ям Ольмінського було названо вулиці в Харкові (з 2015 року — Максиміліанівська), Кривому Розі (з 2016 року — Василя Суманєєва), Донецьку, Шахтарську (вулиця і провулок) та Лиманчуці. Входить до переліку осіб, які підлягають декомунізації.

## Рекомендована література
- Амиантов Ю. Н. Рыцарь большевизма. (О М. С. Ольминском). — М.: Госполитиздат, 1960. — 32 с.
- Веревкин Б. П. Михаил Степанович Ольминский. — М.: Мысль, 1972. — 127 с.
- Лежава О., Нелидов Н. М. С. Ольминский. Жизнь и деятельность. — М.: Политиздат, 1973. — 256 с.
- Толмачев А. В. Пламенные строки. (О журналистском мастерстве М. С. Ольминского). — М.: Госполитиздат, 1962.